# Flustrellidra cervicornis
Flustrellidra cervicornis är en mossdjursart som först beskrevs av Robertson 1900.  Flustrellidra cervicornis ingår i släktet Flustrellidra och familjen Flustrellidridae. Inga underarter finns listade i Catalogue of Life.